# Discogobio brachyphysallidos
Discogobio brachyphysallidos és una espècie de peix cipriniforme de la família dels ciprínids.

## Morfologia
Els mascles poden assolir els 11,9 cm de longitud total.

## Distribució geogràfica
Es troba a la Xina.